# Hemitheconyx
Hemitheconyx é um género de répteis escamados da família Gekkonidae.
Este género contém apenas duas espécies. O género é endémico de África (Camarões, Costa do Marfim, Mali, Nigéria, Etiópia, Somália, Togo, Senegal).
São espécies terrestres e nocturnas. Encontram-se em climas áridos.

## Espécies
- Hemitheconyx caudicinctus (fotos: )
- Hemitheconyx taylori (fotos: )